# Kate Box
Kate Box (25 agosto 1979) è un'attrice australiana.

## Biografia
Nata nel 1979, è cresciuta ad Adelaide.
Dichiaratamente omosessuale e queer, dal 2009 ha una relazione con Jada Alberts.

## Carriera
Attiva principalmente in ambito televisivo, nel 2023 ha interpretato la protagonista della serie TV Deadloch - Uno strano genere di delitti Dulcie Collins.

## Filmografia parziale

### Televisione
- Tripping Over - serie TV, 3 episodi (2006)
- Offspring - serie TV, 6 episodi (2010)
- Rake - serie TV, 40 episodi (2010-2018)
- Old School - serie TV, 8 episodi (2014)
- Fucking Adelaide - serie TV, 6 episodi (2017)
- Wanted - serie TV, 6 episodi (2018)
- Les Norton - serie TV, 10 episodi (2019)
- Lucy and DiC - serie TV, 8 episodi (2019)
- The Unlisted - serie TV, 6 episodi (2019)
- Wentworth - serie TV, 20 episodi (2020-2021)
- Stateless - serie TV, 6 episodi (2020)
- Paper Dolls - serie TV, 3 episodi (2023-2024)
- Deadloch - Uno strano genere di delitti (Deadloch) - serie TV, 8 episodi (2023)
- Ladies in Black - serie TV, 3 episodi (2024)
- Ragazzo divora universo (Boy Swallows Universe) - serie TV, 2 episodi (2024)
- Four Years Later - serie TV, 6 episodi (2024)

## Doppiatrici italiane
Nelle versioni in italiano delle opere in cui ha recitato, Kate Box è stata doppiata da:
- Federica De Bortoli in Deadloch - Uno strano genere di delitti
- Daniela Abbruzzese in Ragazzo divora universo